# دوتینتسی
دوتینتسی (به بلغاری: Devetintsi) یک منطقهٔ مسکونی در بلغارستان است که در شهرستان کارنوبات واقع شده‌است.